# Пам'ятник Дмитру Глінці (Кривий Ріг)
Бюст двічі Героя Радянського Союзу Д. Б. Глінки

## Передісторія
Дмитро Борисович Глінка (10.12.1917 — 01.03.1979 — двічі Герой Радянського Союзу — народився у Кривому Розі, вихованець Криворізького аероклубу. Учасник Другої світової війни з січня 1942 р., воював у складі 45-го військово-авіаційного полку 216-ї військово-авіаційної дивізії, 100-го гвардійського військово-авіаційного полку 9-ї гвардійської військово-авіаційної дивізії. Провів 300 бойових вильотів, 90 повітряних боїв, збив 50 літаків противника. Згідно Указу Президії Верховної Ради СРСР від 24 серпня 1943 р. в с. Рахманівка, по вулиці Куйбишева (Центрально-Міський район), на батьківщини льотчика, було встановлено 5 грудня 1948 р. бронзовий бюст Д. Б. Глінки. Пам'ятник був створений працівниками Центрального художнього комбінату м. Москви: скульптор Й. М. Чайков, архітектор А. Л. Заварзін.

## Скульптурна композиція
Бюст двічі Героя Радянського Союзу Д. Б. Глінки виготовлено з бронзи, пофарбовано в чорний колір. На грудях з лівого боку над дев'ятьма державними нагородами розташованими в два ряди розміщено дві зірки Героя СРСР. З правого боку ще три нагороди: одна на кишені, дві — вище. Зі зворотної сторони знизу викарбувано напис російською мовою в два рядки (частково не читається): «Ленинградский / з-д монументальной скульптуры». Праворуч — прізвище та ініціали скульптора (не читаються). Розміри: 1,26 × 1,28 × 0,70 м. Бюст встановлено на прямокутному в плані гранітному п'єдесталі розміром 0,86 × 0,42 × 0,05 м. Постамент розмірами 0,86 × 0,86 × 1,73 м виготовлено з сірого граніту, спирається на трапецієподібну гранітну основу розмірами 1,10 × 1,25 × 0,90 м. На відстані 0,86 м від чавунної плити розміщено рельєфний напис українською мовою: «ГЛІНКА». Літери відлиті з чавуну.